# Domaine du Café Grillé

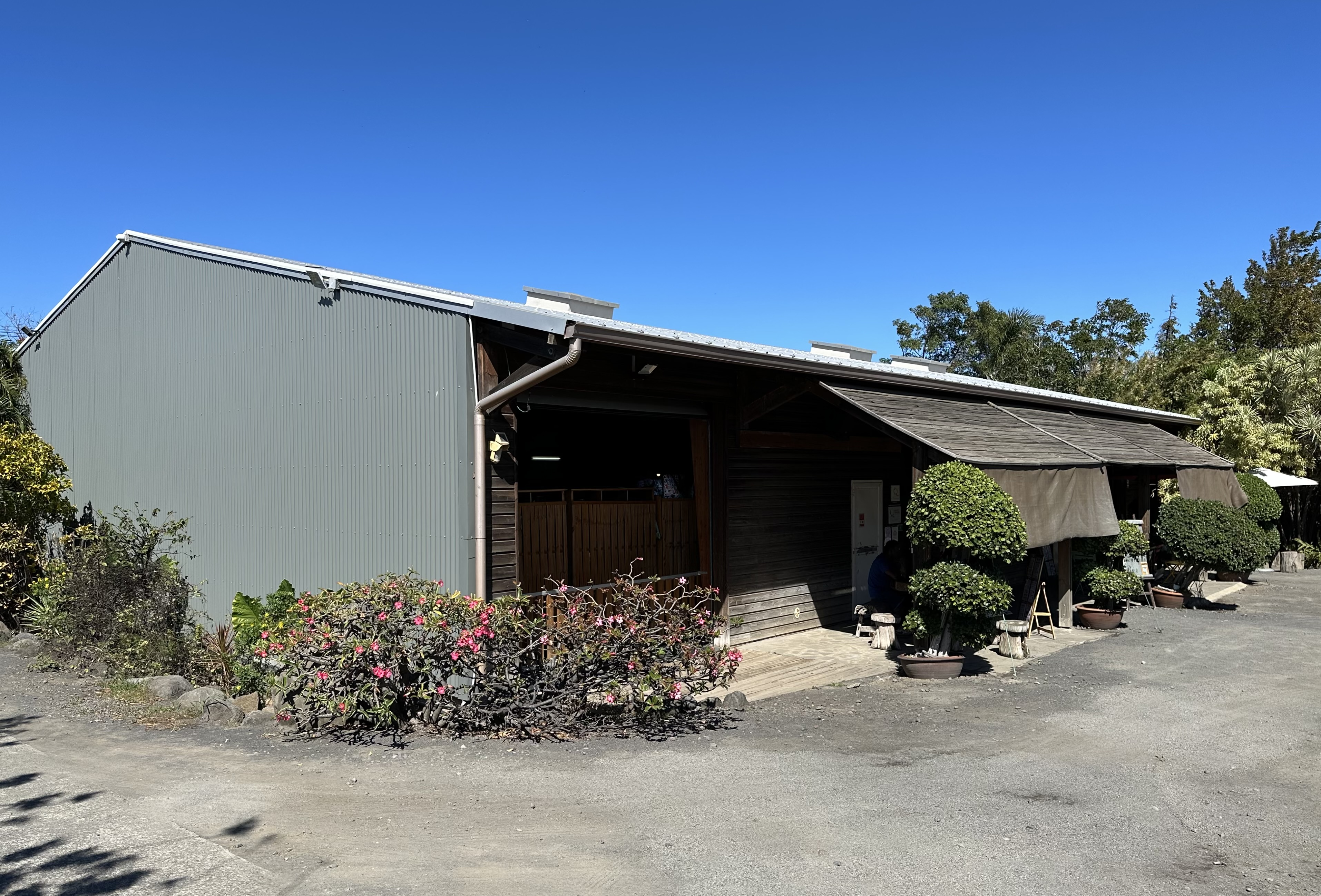
Domaine du Café Grillé, 2024

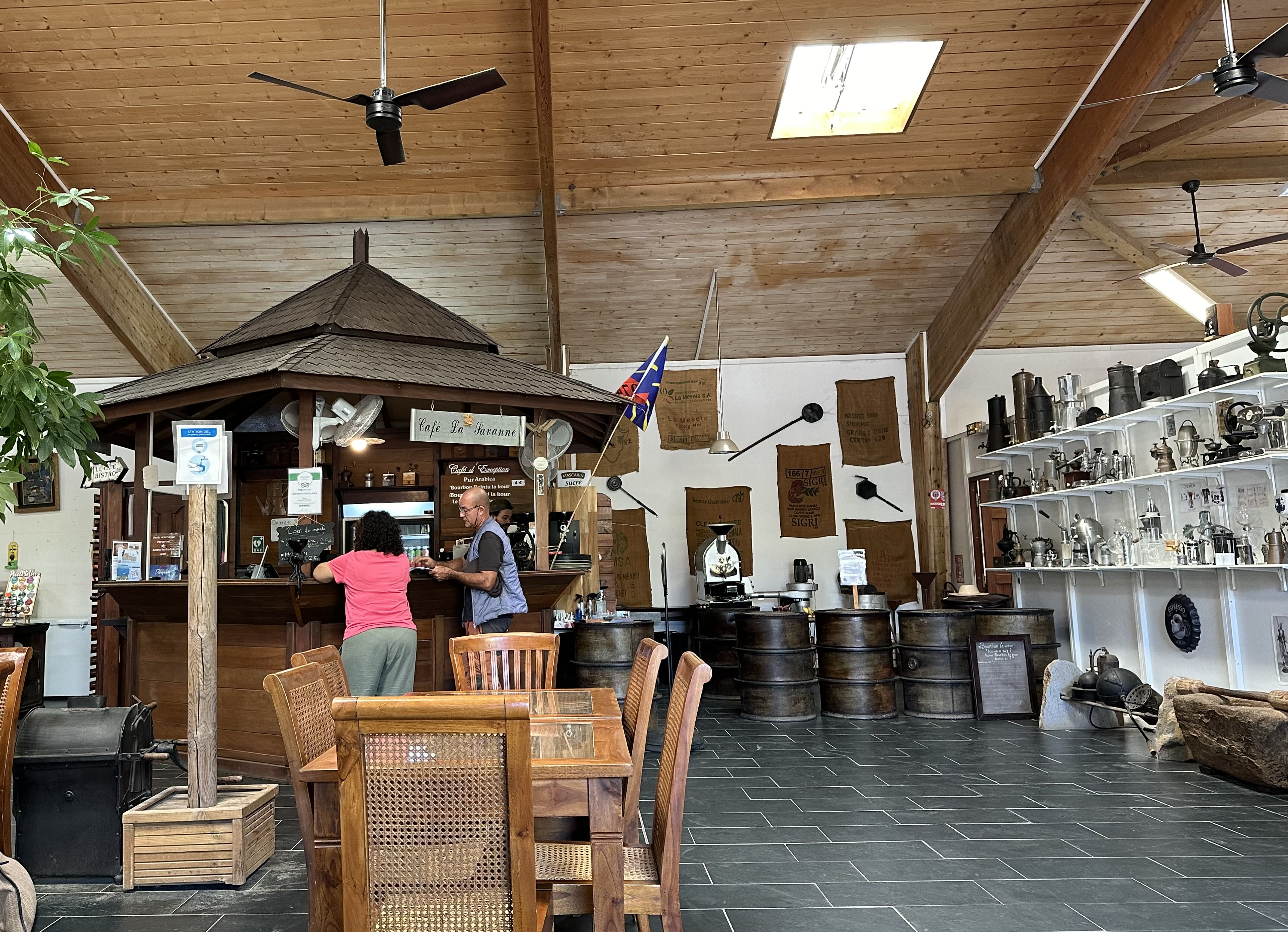
Café

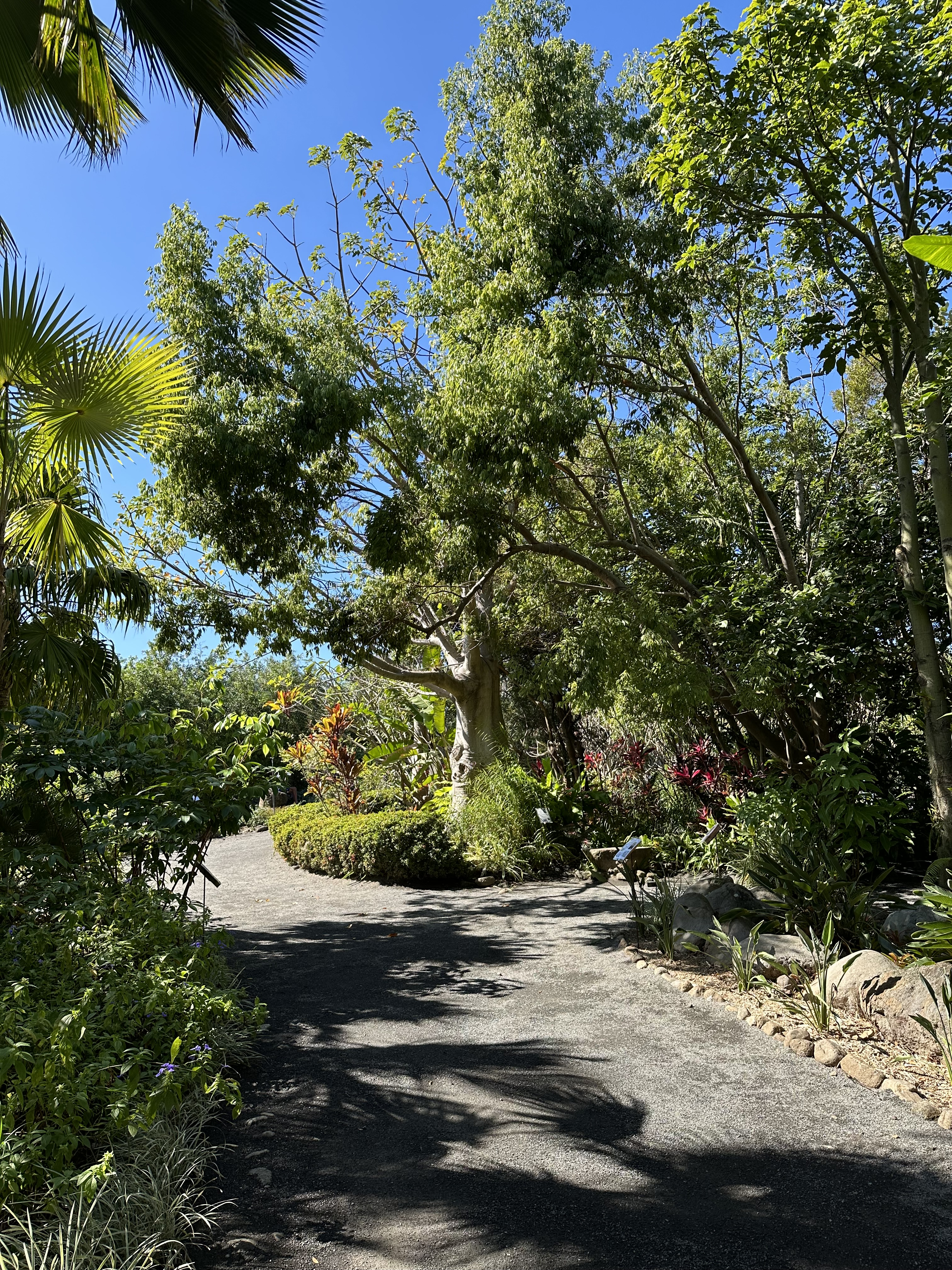
Blick durch den Botanischen Garten

Domaine du Café Grillé ist ein Gut mit Botanischem Garten in der Gemeinde Saint-Pierre auf der französischen Insel Réunion.

## Lage
Das Anwesen befindet sich im westlichen Teil der Insel bei Pierrefonds, an der Adresse 10, allée des Cedres, 97410 Saint-Pierre.

## Gut
Auf dem Gut wird insbesondere Kaffee angebaut, darunter auch der auf eine Mutation des klassischen arabischen Kaffeestrauchs zurückgehende Bourbon Pointu. Zum Gut gehört ein Shop mit angeschlossenem Café, in dem unter anderem selbst angebaute und geröstete Kaffees verkauft werden.

## Botanischer Garten
Der Botanische Garten umfasst eine Fläche von vier Hektar und ist in thematische Bereiche gegliedert.
Ein Teil umfasst Ziersträucher, Steingärten und Duftpflanzen. Es gibt Lianen und ein kühleres Unterholz. Außerdem besteht ein Palmenhain in dem Orchideen in Symbiose leben. Darüber hinaus gibt es einen Bambushain sowie Obstbäume.
In einem anderen Teil werden die auf Réunion genutzten Kulturarten gezeigt, so Zuckerrohr, Vanille und Kaffee. Aber auch endemische, nur auf Réunion vorkommende Arten, finden sich im botanischen Garten.